# Modello di Brown
Il modello di Brown è un modello matematico per la previsione della domanda.
Il valore della previsione è dato dalla media ponderata tra il valore della domanda del mese precedente ed il valore della previsione del mese precedente.
{\displaystyle P_{t+1}=\alpha \cdot D_{t}+(1-\alpha )\cdot P_{t}}

e sostituendo 

{\displaystyle P_{t+1}=\alpha \cdot D_{t}+\alpha \cdot (1-\alpha )\cdot D_{t-1}+\alpha \cdot (1-\alpha )^{2}\cdot D_{t-2}+\ldots +\alpha \cdot (1-\alpha )^{\mathit {i}}\cdot D_{t-{\mathit {i}}}}

al variare di {\displaystyle \alpha } si avrà:
- per {\displaystyle \alpha \rightarrow 0} una previsione del periodo t + 1 simile alla previsione del periodo t
- per {\displaystyle \alpha \rightarrow 1} una previsione del periodo t + 1 simile alla domanda del periodo t